# Klausbach (Ramsauer Ache)
Le Klausbach est un cours d'eau des Alpes de Berchtesgaden en Bavière.

## Géographie
Le Klausbach est par endroits soit un torrent, soit une rivière. Il est la source principale de la Ramsauer Ache. Il coule essentiellement dans le parc national de Berchtesgaden.
Sa source, le Hirschbichlklausgraben, se situe au col du Hirschbichl, forme une vallée entre le Hochkalter et le Reiter Alm et avec le Sillersbach, forme une confluence donnant naissance à la Ramsauer Ache.